# Klembów
Klembów è un comune rurale polacco del distretto di Wołomin, nel voivodato della Masovia.
Ricopre una superficie di 85,79 km² e nel 2004 contava 8 786 abitanti.